# Takifugu rubripes
Takifugu rubripes es una especie de peces de la familia Tetraodontidae en el orden de los Tetraodontiformes.

## Morfología
Los machos pueden llegar alcanzar los 80 cm de longitud total.
- Número de  vértebras: 21-22.[3][4]

## Hábitat
Es un pez de  mar, de clima templado y de hábitos demersales.

## Distribución geográfica
Se encuentran en Asia: desde el oeste del Mar del Japón, el Mar de la China Oriental y el Mar Amarillo hasta Muroran (Hokkaido, el Japón ).

## Uso medicinal
- Es utilizado en la medicina tradicional china.

## Observaciones
- Ha sido uno de los primeros vertebrados en haber tenido su genoma secuenciado por completo.